# Cláudio Taffarel
Cláudio André Mergen Taffarel (br[ˈklawdʒu tafaˈɾɛw]; n. 8 mai 1966, Santa Rosa, Rio Grande do Sul, Brazilia) este un fotbalist brazilian retras din activitate, care a jucat pe post de portar la echipe ca Parma, Internacional și Galatasaray. Pe plan internațional, are prezențe la națională pentru Brazilia. După încheierea carierei, a devenit antrenor. În prezent este antrenor cu portarii la formația Liverpool și la echipa națională a Braziliei.

## Titluri

### Club
Parma
- Cupa Italiei: 1991–1992, 2001–2002
- Cupa Cupelor UEFA: 1992–1993

Galatasaray
- Cupa UEFA: 1999–2000
- Supercupa Europei: 2000
- Liga Turcă: 1998–1999, 1999–2000
- Cupa Turciei: 1998–99, 1999–2000

Atlético Mineiro
- Minas Gerais State League: 1995
- Copa CONMEBOL: 1997

### Națională
- Campionatul Mondial de Fotbal: 1994
- Copa América: 1989, 1997
- Jocuri Olimpice de vară: Medalia de argint 1988

### Individual
- Cel mai bun portar al lumii conform IFFHS: Mingea de bronz 1991, 1994
- Bola de Ouro: 1988

## Legături externe
- Date CB Arhivat în 18 decembrie 2013, la Wayback Machine. pt
- Stats la Tutto Calciatori it
- Cláudio Taffarel pe site-ul National-Football-Teams.com
- Cláudio Taffarel pe site-ul FIFA (arhivat)